# 1996 FA4
1996 FA4 är en asteroid i huvudbältet som upptäcktes den 20 mars 1996 av AMOS-projektet vid Haleakalā-observatoriet.
Asteroiden har en diameter på ungefär 5 kilometer och den tillhör asteroidgruppen Eunomia.